# آی‌سی

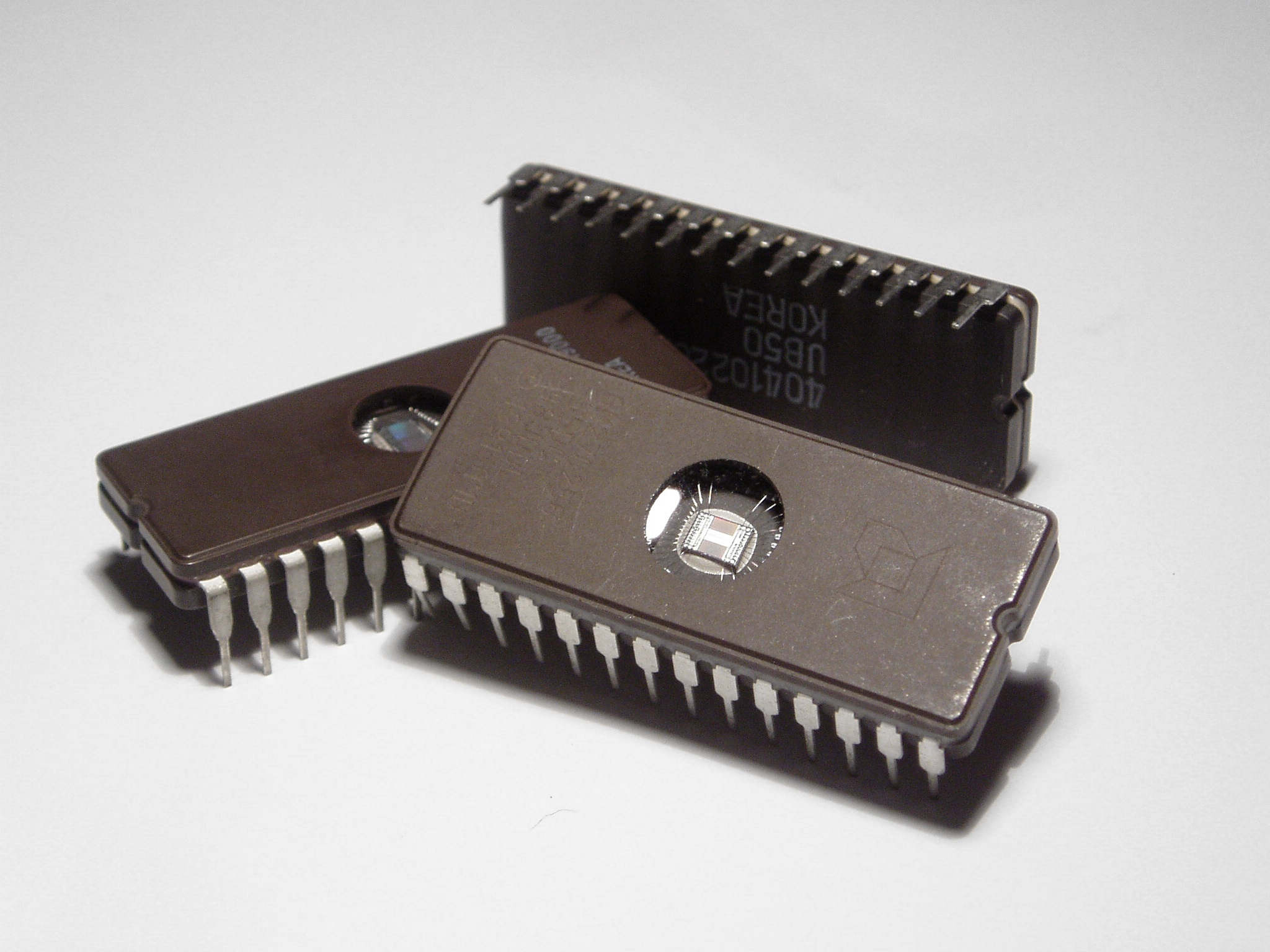
تراشه‌های ای‌پی‌رام. این تراشه‌ها دارای یک پنجره کوچک هستند که از داخل آن می‌توان «دای» را مشاهده کرد. از این پنجره برای پاک کردن حافظه با قرار دادن تراشه در معرض نور ماورا بنفش استفاده می‌شود.

مدار مجتمع یا آی‌سی (به انگلیسی: Integrated circuit یا به اختصار IC) همچنین مدار یکپارچه که به آن تراشه (به انگلیسی: Chip) یا ریزتراشه (به انگلیسی: Microchip) نیز می‌گویند، به مجموعه‌ای از مدارهای الکترونیکی گفته می‌شود که بر روی یک سطح صاف کوچک (چیپ) از جنس مواد نیم‌رسانا (معمولاً از جنس سیلیسیم) قرار داده شده‌است.

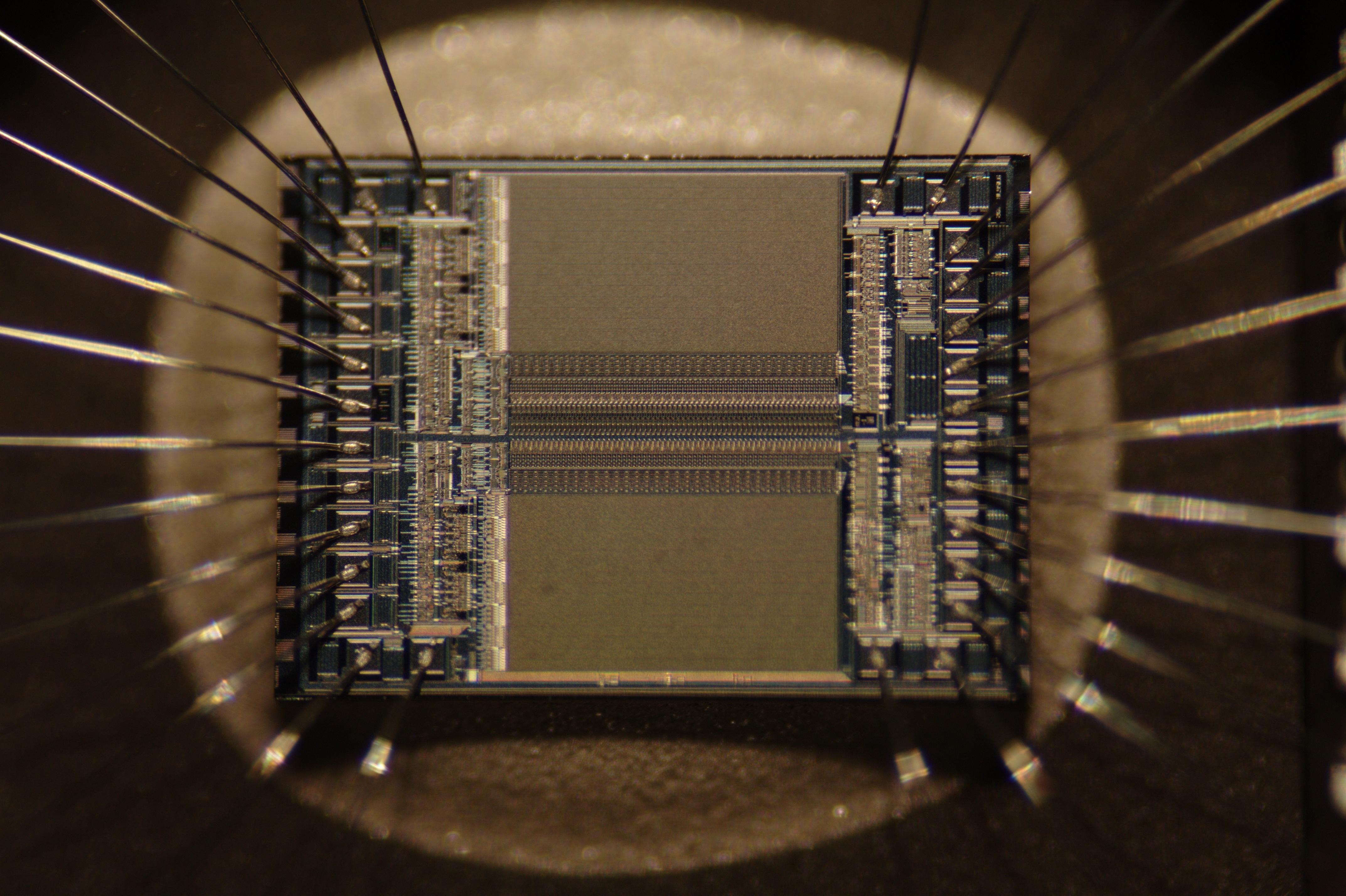
مدار مجتمع یک میکروچیپ حافظه EPROM که بلوک‌های حافظه، مدارهای پشتیبان و سیم‌های نقره‌ای ظریف را نشان می‌دهد که دای مدار مجتمع را به پایه‌های بسته‌بندی متصل می‌کند.

با قرار دادن شمار بسیاری ترانزیستور کوچک در یک ریزتراشه، مدارهایی ساخته می‌شود که از لحاظ اندازه بسیار کوچکتر، سریع‌تر و ارزان‌تر از مدارهایی است که از اجزای گسسته ساخته می‌شود.
مدارهای الکتریکی عموماً شامل اجزایی مانند مقاومت، خازن، سلف و ترانزیستور می‌باشد. با توجه به اینکه فرایند ساخت ترانزیستور در فناوری‌های مدارهای مجتمع راحت‌تر از اِلِمان‌های غیرفعال یا منفعل دیگر است، مهندسان طراحی مدارهای الکترونیکی، ترجیح می‌دهند این المان‌های غیرفعال را توسط ترانزیستورها پیاده‌سازی کنند و تا حد ممکن تمامی المان‌های مدارهای الکترونیکی را به ترانزیستور تبدیل نمایند، سپس با فناوری‌های ساخت مدارهای مجتمع آن‌ها را پیاده‌سازی کنند. هر تراشه معمولاً دارای شمار بسیاری ترانزیستور می‌باشد که با استفاده از فناوری پیچیده‌ای در داخل لایه‌ای از ماده نیم‌رسانا؛ مانند سیلیسیم همگون با پروسه‌های ساخت مدارهای مجتمع ساخته می‌شوند. امروزه تراشه‌ها در بیشتر دستگاه‌های الکترونیکی و به‌ویژه رایانهها در ابعادی گسترده به‌کار می‌روند.
وجود تراشه‌ها مرهون کشفیات بشر دربارهٔ نیمه‌رساناها و پیشرفت‌های سریع پیرامون آن‌ها میانه‌های سده بیستم می‌باشد. مهم‌ترین المان مداری که در فناوری‌های مدار مجتمع ساخته می‌شود، ماسفت (به انگلیسی: MOSFET) می‌باشد. شرکت اینتل و اِی‌ام‌دی (AMD) به عنوان مهم‌ترین سازندگان مدار مجتمع و پردازنده، در کنار شرکت ان‌ویدیا طراح مدارهای مجتمع در جهان مشهور هستند.

## تاریخچه
تلاش اولیه برای ترکیب چندین مولفه در یک محصول (مانند آی‌سی‌های مدرن)، لامپ خلأ Loewe 3NF از دهه ۱۹۲۰ بود. برخلاف آی سی‌ها، این محصول با هدف اجتناب از مالیات طراحی شده‌است، زیرا در آلمان، از گیرنده‌های رادیویی بسته به‌شمار نگهدارنده‌های لوله از یک گیرنده رادیویی، مالیات گرفته می‌شد. این قانون به گیرنده‌های رادیویی اجازه می‌داد که یک نگهدارنده تک لوله داشته باشند.
مفاهیم اولیه مدار مجتمع به سال ۱۹۴۹ برمی گردد، زمانی که مهندس آلمانی ورنر جاکوبی (زیمنس) حق ثبت اختراع یک دستگاه تقویت‌کننده نیم‌رسانا شبیه به مدار مجتمع را نشان داد که پنج ترانزیستور را روی یک بستر مشترک در یک ترتیب تقویت‌کننده سه مرحله ای. جاکوبی سمعک‌های کوچک و ارزان را به عنوان کاربردهای معمولی صنعتی ثبت اختراع خود فاش کرد. استفاده فوری تجاری از حق ثبت اختراع وی گزارش نشده‌است.
جفری دامر (۱۹۰۹–۲۰۰۲)، یکی دیگر از طرفداران اولیه این مفهوم، یک دانشمند رادار بود که برای تأسیس رادار سلطنتی وزارت دفاع انگلیس کار می‌کرد. دامر این ایده را در سمپوزیوم پیشرفت قطعات الکترونیکی با کیفیت در واشینگتن دی سی در ۷ مه ۱۹۵۲ به مردم ارائه داد. او سمپوزیوم‌های بسیاری را برای تبلیغ عقاید خود به صورت علنی ارائه داد و در سال ۱۹۵۶ موفق به ساخت چنین مداری شد. میان سال‌های ۱۹۵۳ و ۱۹۵۷، سیدنی دارلینگتون و یاسورو تاروی (آزمایشگاه الکتروتکنیک) طرح‌های تراشه مشابهی را پیشنهاد کردند که در آن چندین ترانزیستور می‌توانستند یک منطقه فعال مشترک داشته باشند هیچ جداسازی برقی نبود تا آنها را از یکدیگر جدا کند.
مدار مجتمع یکپارچه توسط فرایند غیرفعال سازی سطح محمد عطاالله امکان‌پذیر گردید، که با اکسیداسیون حرارتی باعث ایجاد ثبات الکتریکی در سطوح سیلیکونی شد و ساخت تراشه‌های مدار مجتمع یکپارچه با استفاده از سیلیکون را امکان‌پذیر کرد. این مبنای روند مسطحی بود که در اوایل سال ۱۹۵۹ توسط ژان هورنی در فرچایلد سمیکانداکتر توسعه یافت، که برای اختراع تراشه یکپارچه مدار یکپارچه حیاتی بود. یک مفهوم کلیدی در پشت IC یکپارچه، اصل جداسازی اتصال p-n است که به هر ترانزیستور اجازه می‌دهد با وجود اینکه بخشی از همان قطعه سیلیکون است، به‌طور مستقل کار کند. فرایند انفعال سطح آتالا دیودها و ترانزیستورهای جداگانه را جدا می‌کند، که توسط کورت لهووک در اسپریگ الکتریک در سال ۱۹۵۹ و سپس به‌طور مستقل توسط رابرت نویس در فرچایلد در همان سال به ترانزیستورهای مستقل روی یک قطعه سیلیکون گسترش یافت.

### نخستین مدارهای مجتمع

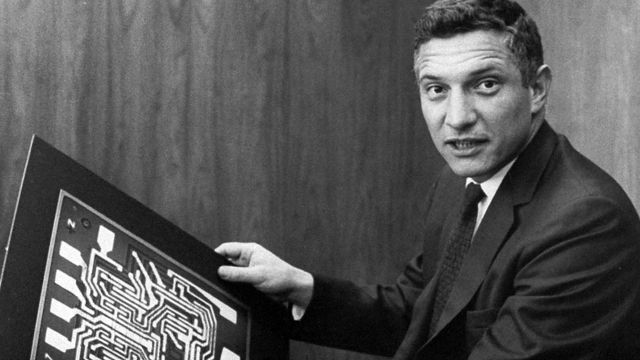
رابرت نویس نخستین مدار یکپارچه مونولیتیک را در سال ۱۹۵۹ اختراع کرد. این تراشه از سیلیکون ساخته شده بود.

یک ایده پیش ساز برای IC ایجاد بسترهای کوچک سرامیکی (اصطلاحاً میکرومدول) بود که هرکدام دارای یک جز تنها کوچک شده بودند. سپس قطعات می‌توانند در یک شبکه جمع و جور دو بعدی یا سه بعدی ادغام و سیم کشی شوند. این ایده، که در سال ۱۹۵۷ بسیار امیدوارکننده به نظر می‌رسید، توسط جک کیلبی به ارتش ایالات متحده پیشنهاد شد و منجر به برنامه کوتاه مدت میکرومدول (مشابه پروژه ۱۹۵۱ تینکرتوی) شد. با این حال، همزمان با شتاب گرفتن پروژه، کیلبی با طراحی جدید و انقلابی ارائه شد: مدار مجتمع.
کیلبی که به تازگی توسط تگزاس اینسترومنتس استخدام شده بود، ایده‌های اولیه خود را در مورد مدار مجتمع در ژوئیه ۱۹۵۸ ثبت کرد و نخستین نمونه کار مدار مجتمع را در ۱۲ سپتامبر ۱۹۵۸ با موفقیت به نمایش گذاشت. کیلبی در درخواست ثبت اختراع خود در ۶ فوریه ۱۹۵۹، دستگاه جدید خود را به عنوان «بدنه ای از مواد نیم‌رسانا … که در آن تمام اجزای مدار الکترونیکی کاملاً یکپارچه شده‌اند» توصیف کرد. نخستین مشتری اختراع جدید، نیروی هوایی ایالات متحده. کیلبی به دلیل سهم خود در اختراع مدار مجتمع، جایزه نوبل فیزیک ۲۰۰۰ را به‌دست‌آورد. با این حال، اختراع کیلبی به جای تراشه مدار یکپارچه (مدار مجتمع مونولیتیک) یک مدار ترکیبی ترکیبی (IC ترکیبی) بود. IC کیلبی دارای اتصالات سیم خارجی بود که تولید انبوه را دشوار می‌کرد.
شش ماه پس از کیلبی، رابرت نویس در فرچایلد سمیکانداکتر نخستین تراشه IC یکپارچه واقعی را اختراع کرد. این یک نوع جدید از مدار مجتمع بود، عملی تر از اجرای کیلبی. طرح نویس از سیلیکون ساخته شده‌است، در حالی که تراشه کیلبی از ژرمانیم ساخته شده‌است. IC یکپارچه Noyce تمام اجزا را روی یک تراشه سیلیکون قرار داده و آنها را با خطوط مس متصل می‌کند. آی سی یکپارچه نویس با استفاده از فرایند مسطح ساخته شده در اوایل سال ۱۹۵۹ توسط همکار وی ژان هورنی ساخته شد. تراشه‌های IC مدرن بیش از IC ترکیبی Kilbyبر اساس مدار مجتمع یکپارچه رابرت نویس ساخته شده‌اند.
پروژه آپولو ناسا بزرگ‌ترین مصرف‌کننده مدارهای مجتمع میان سال‌های ۱۹۶۱ تا ۱۹۶۵ بود.

### مدارهای مجتمع TTL
منطق ترانزیستور (TTL) توسط جیمز ال بی در اوایل دهه ۱۹۶۰ در TRW توسعه داده شد. TTL در دهه ۱۹۷۰ تا اوایل دهه ۱۹۸۰ به فناوری غالب مدار مجتمع تبدیل شد.
ده‌ها مدار مجتمع TTL روش استاندارد ساخت پردازنده‌های مینی کامپیوتر و رایانه‌های اصلی بود. رایانه‌هایی از جمله رایانه‌های مرکزی IBM 360، مینی کامپیوترهای PDP-11 و دیتاپوینت ۲۲۰۰ دسک تاپ از مدارهای دوقطبی یکپارچه ساخته شده‌اند، یا TTL یا منطق حتی سریعتر همراه با امیتر (ECL).

### مدارهای مجتمع ماس

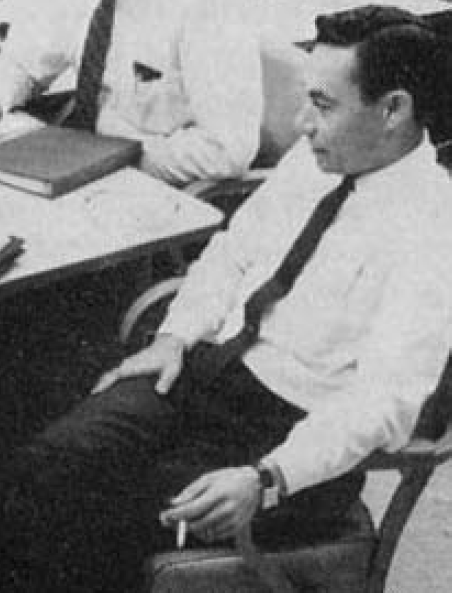
فرایند غیرفعال سازی سطح سیلیسیم که توسط محمد محمد عطاالله پیشنهاد شد (۱۹۵۷) پایه طراحی چیپ مدار مجتمع مونولیتیک در آینده گردید.

تقریباً همه تراشه‌های مدرن مدار مجتمع از مدارهای مجتمع نیم‌رسانا فلز- اکسید (MOS) ساخته شده از ماسفت (ترانزیستور اثرِ میدانیِ نیمه‌رسانای اکسید-فلز) ساخته شده‌اند. ماسفت (که به عنوان ترانزیستور ماس نیز شناخته می‌شود)، که توسط محمد عطاالله و داون کهنگ در آزمایشگاه‌های بل در سال ۱۹۵۹ اختراع شد، ساخت مدارهای مجتمع با چگالی بالا را امکان‌پذیر کرد. آتالا نخستین بار مفهوم تراشه مدار مجتمع ماس (MOS IC) را در سال ۱۹۶۰ ارائه داد و خاطرنشان کرد که سهولت ساخت ماسفت آن را برای مدارهای مجتمع مفید ساخته‌است. برخلاف ترانزیستورهای دو قطبی که به‌شماری مرحله برای جداسازی اتصالات p-n ترانزیستورها روی تراشه نیاز داشتند، ماسفتها چنین مرحله ای را لازم ندارند اما می‌توانند به راحتی از یکدیگر جدا شوند. مزیت آن برای مدارهای مجتمع توسط داون کهنگ در سال ۱۹۶۱ تکرار شد. لیست نقاط عطف IEEE شامل نخستین مدار مجتمع توسط Kilby در سال ۱۹۵۸، روند مسطح Hoerni و IC مسطح Noyce در ۱۹۵۹، و ماسفت توسط عطاالله و کهنگ در ۱۹۵۹ است.
نخستین آزمایش آزمایشی ماس که ساخته شد، تراشه ۱۶ ترانزیستوری بود که توسط فرد هایمن و استیون هوفستاین در RCA در سال ۱۹۶۲ ساخته شد. جنرال میکروالکترونیک بعداً نخستین مدار مجتمع تجاری ماس را در سال ۱۹۶۴ معرفی کرد، یک رجیستر شیفت ۱۲۰ ترانزیستوری ایجاد شده توسط رابرت نورمن. تا سال ۱۹۶۴ تراشه‌های ماس نسبت به تراشه‌های دو قطبی به تراکم ترانزیستور بالاتر و هزینه‌های تولید کمتری رسیده بودند. تراشه‌های ماس به میزان پیش‌بینی شده توسط قانون مور بیشتر در پیچیدگی افزایش یافته و منجر به ادغام در مقیاس بزرگ (LSI) با صدها ترانزیستور بر روی یک تراشه ماس واحد در اواخر دهه ۱۹۶۰ می‌شوند.
به دنبال توسعه دروازه خود تراز شده (دروازه سیلیکون) ماسفت توسط رابرت کروین، دونالد کلاین و جان ساراس در آزمایشگاه‌های بل در سال ۱۹۶۷، نخستین فناوری ماس IC با دروازه سیلیکون با دروازه‌های خود تراز، اساس تمام مدارهای مدرن سیماس مدرن، در فرچایلد سمیکانداکتر توسط فدریکو فاجین در سال ۱۹۶۸ ساخته شد. استفاده از تراشه‌های MOS LSI در محاسبات پایه و اساس نخستین ریزپردازنده‌ها بود، زیرا مهندسان تشخیص دادند که یک پردازنده رایانه کامل می‌تواند در یک تراشه MOS LSI وجود داشته باشد. این امر منجر به اختراع ریزپردازنده و میکروکنترلر در اوایل دهه ۱۹۷۰ شد. در اوایل دهه ۱۹۷۰، فناوری مدار مجتمع ماس یکپارچه سازی بسیار گسترده (VLSI) در بیش از ۱۰۰۰۰ ترانزیستور را بر روی یک تراشه امکان‌پذیر کرد.
در ابتدا، رایانه‌های مبتنی بر ماس فقط در مواقعی که چگالی بالا مانند ماشین حساب‌های هوا فضا و جیبی مورد نیاز بود، معنی پیدا می‌کردند. رایانه‌هایی که کاملاً از TTL ساخته شده‌اند، مانند Datapoint 2200 1970، بسیار سریعتر و قدرتمندتر از ریزپردازنده‌های ماس تک تراشه مانند اینتل ۸۰۰۸ ۱۹۷۲ تا اوایل دهه ۱۹۸۰ بودند.
پیشرفت در فناوری IC، در درجه اول ویژگی‌های کوچکتر و تراشه‌های بزرگتر، باعث شده‌است که هر دو سال شمار ترانزیستورهای ماس در یک مدار مجتمع دو برابر شود، روندی که تحت عنوان قانون مور شناخته می‌شود. مور در ابتدا اظهار داشت که هر سال دو برابر خواهد شد، اما در سال ۱۹۷۵ ادعا را هر دو سال یکبار تغییر داد. از این ظرفیت افزایش یافته برای کاهش هزینه و افزایش عملکرد استفاده شده‌است. به‌طور کلی، با کوچک شدن اندازه ویژگی، تقریباً همه جنبه‌های عملکرد یک IC بهبود می‌یابد. هزینه هر ترانزیستور و مصرف برق سوئیچینگ برای هر ترانزیستور کاهش می‌یابد، در حالی که ظرفیت و سرعت حافظه از طریق روابط تعریف شده توسط مقیاس گذاری Dennard (مقیاس گذاری ماسفت) افزایش می‌یابد. از آنجا که بهره، سرعت، ظرفیت و مصرف برق برای کاربر نهایی مشهود است، رقابت شدیدی میان تولیدکنندگان برای استفاده از هندسه‌های ریز وجود دارد. با گذشت سالها، اندازه ترانزیستورها از ۱۰ میکرون در اوایل دهه ۱۹۷۰ به ۱۰ نانومتر در سال ۲۰۱۷ کاهش یافته‌است با افزایش مربوط به میلیون برابر ترانزیستورها در واحد سطح. از سال ۲۰۱۶، نواحی تراشه معمولی از چند میلی‌متر مربع تا حدود ۶۰۰ میلی‌متر مربع متغیر است، با حداکثر ۲۵ میلیون ترانزیستور در میلی‌متر مربع.
پیش‌بینی شده کاهش اندازه ویژگی‌ها و پیشرفت مورد نیاز در زمینه‌های مربوط سال‌ها توسط نقشه راه بین‌المللی فناوری برای نیم‌رساناها (ITRS) پیش‌بینی شده بود. ITRS نهایی در سال ۲۰۱۶ صادر شد و نقشه راه بین‌المللی دستگاه‌ها و سیستم‌ها جایگزین آن شده‌است
در ابتدا، آی سی‌ها کاملاً الکترونیکی بودند. موفقیت آی‌سی‌ها منجر به تلفیق دیگر فناوری‌ها در تلاش برای دستیابی به همان مزایای کوچک و کم هزینه شده‌است. این فناوری‌ها شامل دستگاه‌های مکانیکی، اپتیک و حسگرها هستند.
دستگاه‌های متصل به شارژ، و سنسورهای پیکسل فعال که از نزدیک مرتبط هستند، تراشه‌هایی هستند که به نور حساس هستند. آنها تا حد بسیاری جایگزین فیلم عکاسی در کاربردهای علمی، پزشکی و مصرفی شده‌اند. اکنون میلیاردها دستگاه از این دستگاه‌ها هر ساله برای کاربردهایی مانند تلفن‌های همراه، تبلت‌ها و دوربین‌های دیجیتال تولید می‌شوند. این زیرشاخه IC در سال ۲۰۰۹ برنده جایزه نوبل شد.
دستگاه‌های مکانیکی بسیار کوچکی که توسط الکتریسیته رانده می‌شوند می‌توانند در تراشه‌ها یکپارچه شوند، فناوری معروف به سیستم‌های ریز الکترومکانیکی. این دستگاه‌ها در اواخر دهه ۱۹۸۰ تولید شدند و در انواع برنامه‌های تجاری و نظامی مورد استفاده قرار می‌گیرند. به عنوان مثال می‌توان به پروژکتورهای DLP، چاپگرهای جوهر افشان و شتاب سنج‌ها و ژیروسکوپ‌های MEMS که برای استقرار کیسه‌های هوا اتومبیل استفاده می‌شود، اشاره کرد.
از اوایل دهه ۲۰۰۰، ادغام قابلیت‌های نوری (محاسبات نوری) در تراشه‌های سیلیکون به‌طور فعال در تحقیقات دانشگاهی و در صنعت دنبال می‌شود و در نتیجه تجاری سازی موفق گیرنده‌های نوری یکپارچه مبتنی بر سیلیکون با ترکیب دستگاه‌های نوری (تعدیل کننده‌ها، ردیاب‌ها، مسیریابی) با الکترونیک مبتنی بر سیماس. مدارهای نوری مجتمع نیز با استفاده از رشته فیزیکی نوظهور معروف به فوتونیک در حال توسعه هستند.
همچنین مدارهای مجتمع برای کاربردهای حسگر در ایمپلنت‌های پزشکی یا دیگر دستگاه‌های بیوالکترونیک در حال ساخت هستند. برای جلوگیری از خوردگی یا تجزیه بیولوژیکی مواد نیم‌رسانا در معرض، باید در چنین محیط‌های بیوژنیک از تکنیک‌های ویژه آب‌بندی استفاده شود.
از سال ۲۰۱۸، اکثریت قریب به اتفاق همه ترانزیستورها ماسفت هستند که در یک لایه واحد در یک طرف تراشه سیلیکون ساخته شده و در یک روند مسطح دو بعدی مسطح ساخته شده‌اند. محققان نمونه‌های مختلفی از گزینه‌های امیدوار کننده مانند:
رویکردهای مختلف برای انباشته شدن چندین لایه ترانزیستور برای ایجاد یک مدار مجتمع سه بعدی (3DIC)، مانند سیلیکون از طریق، «سه بعدی یکپارچه»، اتصال سیم انباشته و دیگر روش‌ها.
ترانزیستور ساخته شده از مواد دیگر: ترانزیستورهای گرافن، ترانزیستورهای مولیبدنیت، ترانزیستور اثر نانولوله کربنی، ترانزیستور نیترید گالیم، دستگاه‌های الکترونیکی نانوسیم مانند ترانزیستور، ترانزیستور اثر میدان آلی و غیره
ساخت ترانزیستور در کل سطح یک کره کوچک از سیلیکون.
تغییرات در بستر، به‌طور معمول برای ایجاد «ترانزیستورهای انعطاف‌پذیر» برای یک صفحه نمایش انعطاف‌پذیر یا دیگر الکترونیک‌های انعطاف‌پذیر، احتمالاً منجر به یک رایانه دور از دسترس می‌شود.
از آنجا که ساخت ترانزیستورهای همیشه کوچکتر دشوارتر می‌شود، شرکت‌ها بدون نیاز به استفاده از ماژول‌های چند تراشه، مدارهای مجتمع سه بعدی، بسته روی بسته، پهنای باند حافظه بالا و از راه دور سیلیکون با انباشت قالب برای افزایش عملکرد و کاهش اندازه ترانزیستورها را کاهش دهید. چنین تکنیک‌هایی در مجموع به عنوان بسته‌بندی پیشرفته شناخته می‌شوند. بسته‌بندی پیشرفته عمدتاً به بسته‌بندی 2.5D و 3D تقسیم می‌شود. 2.5D رویکردهایی مانند ماژول‌های چند تراشه ای را توصیف می‌کند در حالی که 3D رویکردهایی را که در آن قالب‌ها روی هم انباشته می‌شوند را توصیف می‌کند، مانند بسته روی بسته و پهنای باند حافظه. همه رویکردها شامل ۲ یا بیشتر قالب در یک بسته هستند. روش دیگر، رویکردهایی مانند 3D NAND چندین لایه را روی یک قالب قرار می‌دهد.

## طراحی
هزینه طراحی و توسعه یک مدار مجتمع پیچیده بسیار زیاد است، به‌طور معمول درحد چند ده میلیون دلار؛ به همین دلیل، تولید محصولات مدار مجتمع فقط با حجم بالا توجیه اقتصادی دارد، تا هزینه‌های مهندسی غیر تکراری (NRE) میان میلیون‌ها واحد تولیدی تقسیم شود.
تراشه‌های نیم‌رسانا مدرن دارای میلیاردها جز هستند و نمی‌توان آنها را با دست طراحی کرد. ابزارهای نرم‌افزاری برای کمک به طراحی ضروری هستند. اتوماسیون طراحی الکترونیکی (EDA)، که از آن به عنوان طراحی الکترونیک به کمک رایانه (ECAD) نیز یاد می‌شود، دسته‌ای از ابزارهای نرم‌افزاری برای طراحی سیستم‌های الکترونیکی، از جمله مدارهای مجتمع هستند. این ابزارها با هم در جریان طراحی به کار گرفته می‌شوند که مهندسان از آن برای طراحی و تجزیه و تحلیل کامل تراشه‌های نیم‌رسانا استفاده می‌کنند.

## انواع
مدارهای مجتمع را می‌توان به گونه‌های آنالوگ، دیجیتال، و سیگنال مختلط، تقسیم کرد. مدارهای مجتمع می‌توانند در چند میلیمتر مربع شامل یک تا میلیاردها دروازه منطقی، فلیپ‌فلاپ، مولتی‌پلکسر و دیگر مدارها باشند.

## کار ریز تراشه‌ها
هر ریز تراشه، وظیفه یا وظایف خاصی را در مدار انجام می‌دهد. عموماً هر ریز تراشه چندین ورودی دارد که با پردازش این ورودی‌ها، مقادیر خروجی را تولید و در بخش خروجی خود قرار می‌دهند. بعضی از ریز تراشه‌ها با سیگنالهای آنالوگ کار می‌کنند (مانند ریز تراشه‌ای با کد ۷۴۱، یک تقویت‌کننده آنالوگ است). بعضی‌های دیگر با سیگنال‌های دیجیتال کار می‌کنند - به عنوان ورودی‌های منطقی یا برای دریافت داده دیجیتالی، مانند ریز تراشه‌ای که برای خواندن اطلاعات موجود در یک CD استفاده می‌شود. واحد پردازنده مرکزی رایانه‌ها (به انگلیسی: Central Processing Unit (CPU)) یکی از مهم‌ترین مدارات ساخته شده به صورت مجتمع است که میلیاردها ترانزیستور را در سطح کوچکی از نیم‌رسانا جای داده‌است؛ مثلاً پروسسور IBM z13 Storage Controller که در سال ۲۰۱۵ ساخته شده‌است، حدود ۷٬۱۰۰٬۰۰۰٬۰۰۰ ترانزیستور را در ۶۷۸ میلی‌متر مربع سطح نیم‌رسانا از ویفر جای داده‌است.

## طرز ساخت ریز تراشه‌ها

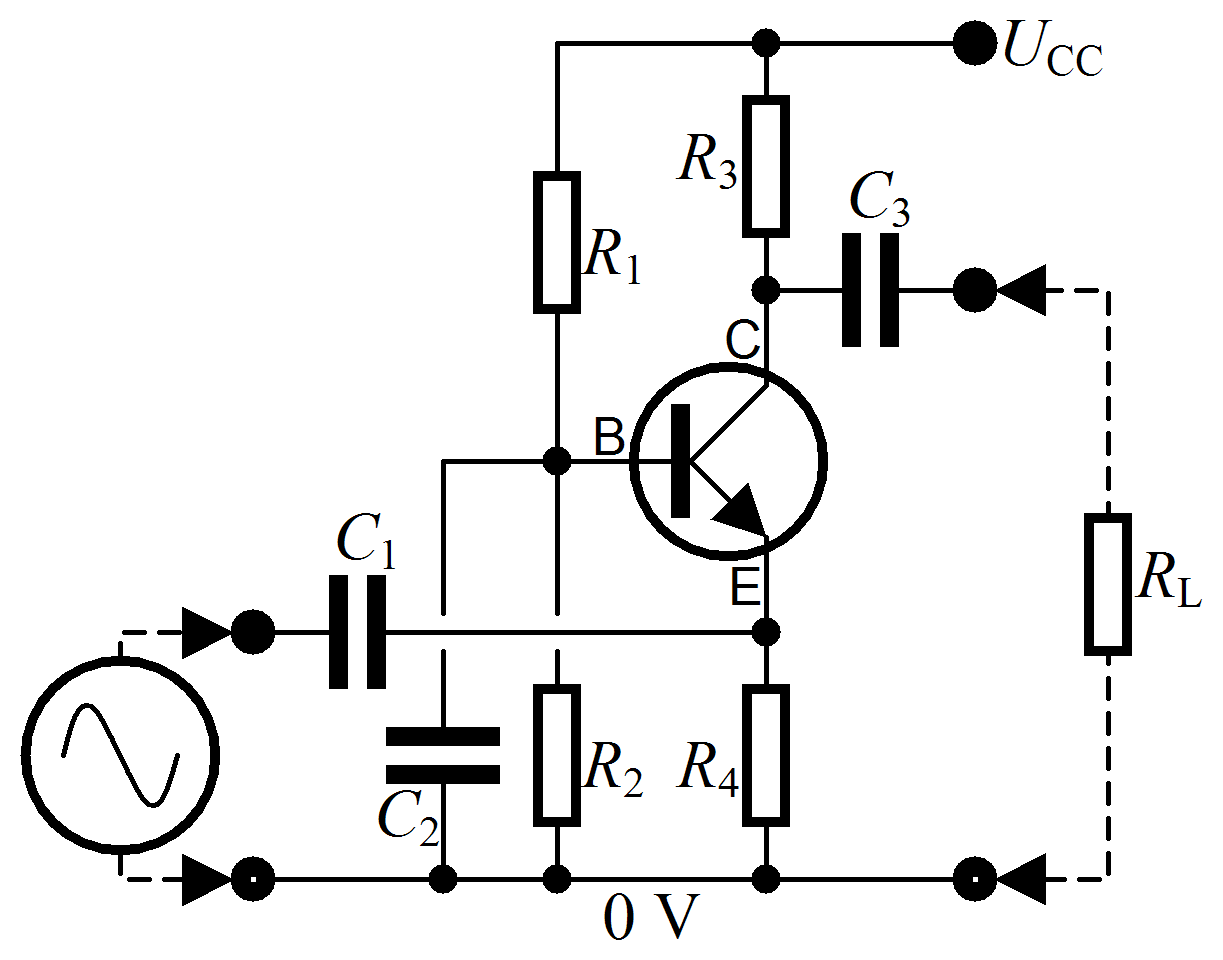
مدار الکترونیکی

ریز تراشه‌ها را با تعبیهٔ مدارهای الکترونیکی در لایه‌ای نازک از سیلیکن خالص به اسم ویفر سیلیکنی
(به انگلیسی: Silicon Wafer)، به صورت یک فرایند پیچیده و به صورت لایه لایه می‌سازند. به فرایند ساخت ریز تراشه: فناوری ساخت مدارات نیم‌رسانا می‌گویند. تمامی مراحل ساخت ریز تراشه در اتاق‌هایی موسوم به اتاق تمیز (به انگلیسی: Cleanroom) انجام می‌شود که از نظر سطح ناخالصی و طیف‌های نوری موجود در اتاق کاملاً تحت کنترل است.
فیلم ساخت ریز تراشه.

## فناوری‌های ریز تراشه‌ها
مدارهای مجتمعی که شامل ترانزیستورهای دوقطبی باشند را با نام تی‌تی‌ال و مدارهای مجتمعی که شامل ترانزیستورهای NMOS و PMOS هستند را سیماس می‌نامند. ترکیب این دو فناوری را با نام BiCmos می‌شناسند. در مقابل مدارهای مجتمع، مدارهای گسسته (به انگلیسی: Discrete Circuits) وجود دارند که شامل قطعاتی مجزا هستند که به هم روی یک برد متصل شده‌اند.
البته تمامی المان‌های غیرفعال نظیر مقاومت، سلف و خازن هم در فناوری‌های مدارهای مجتمع قابل ساخت هستند. در ساخت ریز تراشه‌ها، طراحان سعی می‌کنند تا حد امکان از ترانزیستور به جای المان‌های غیرفعال استفاده کنند؛ مثلاً به جای خازن از ترانزیستور در بایاس معکوس استفاده می‌کنند، یا در جایی دیگر که مقاومت بزرگی نیاز دارند مثلاً در حد مگا اهم باز از ترانزیستور استفاده می‌کنند. چون در حجمی که مقاومت می‌گیرد می‌توان چند ترانزیستور کوچک جای داد و حجم نهایی مدار را کاهش داد. از طرفی برای ساخت سلف هم از مدارات ماسفت استفاده می‌شود که دقت قابل قبول و ضریب کیفیت (به انگلیسی: Self Quality Factor) بهتری خواهد داشت.
بعضی از ریز تراشه‌ها به گونه‌ای از لایه‌های سیلیکون بهره می‌برند که می‌توانند حتی به عنوان حافظه مورد استفاده قرار گیرند نمونه‌ای از این ریز تراشه‌ها PROM نام دارد (حافظهٔ قابل برنامه‌ریزی فقط‌خواندنی: Programmable Read Only Memory) همانگونه که از اسم این نوع تراشه معلوم است فقط اطلاعات آن قابل خواندن است و امکان تغییرات در آن وجود ندارد از این نوع ای سی برای مدارات اصلی رایانه نیز استفاده می‌شود همان قسمت از حافظه که به آن ROM نیز می‌گویند.

## کاربرد های ای سی
به طور خلاصه می‌توان گفت کاربردهای IC عبارت‌اند از:
الکترونیک مصرفی
گوشی‌های هوشمند
تبلت‌ها
تلویزیون‌ها
رایانه‌ها
صنعت خودروسازی
سیستم‌های کنترل موتور
ترمزهای ضد قفل (ABS)
سیستم‌های اطلاعات و سرگرمی
تجهیزات پزشکی
دستگاه‌های تصویربرداری (MRI، سی‌تی‌اسکن)
مانیتورهای قند خون
تجهیزات پزشکی قابل‌حمل
سیستم‌های ارتباطی
روترها و سوئیچ‌های شبکه
تجهیزات بی‌سیم
دستگاه‌های مخابراتی
صنعت اینترنت اشیا (IoT)
حسگرها و عملگرها
دستگاه‌های هوشمند خانگی
سیستم‌های نظارت هوشمند
تجهیزات نظامی و فضایی
سیستم‌های ناوبری
دستگاه‌های راداری
ماهواره‌ها

## مدارهای مجتمع دیجیتال

طرح شماتیک تراشه سیماس (CMOS) که اوایل دهه ۲۰۰۰ ساخته شده‌است.

به مدارهای AND,OR,NOT؛ دروازه‌های منطقی یا گیت‌های منطقی می‌گویند. اگر این دروازه‌ها توسط فناوری‌های مدار مجتمع در حجم وسیعی بر روی یک تراشه ساخته شوند، به آن ریز تراشه ها؛ مدارهای مجتمع دیجیتال می‌گویند.